# 违宪审查
違憲審查，也称合宪性审查，是指基於權力制衡原則，由釋憲機關判斷命令、法律或者规章制度是否符合憲法。对于个人行为的司法审查属于传统司法权，而违宪审查则起源于美国（在该国被称为“司法审查”）。
在20世纪後，违宪审查普遍发展為維護宪法机制的司法權力，是司法獨立的象徵。

## 概要
对于有硬性成文憲法的國家，宪法是一個國家位階最高的根本法律，任何位階在其下的法律都不得違反憲法或基本法。司法權藉著違憲審查制度，可以將行政部門或立法部門所立的法案宣告其基於違反憲法而無效（大陸法系）或者逕行決定在個案中不適用該違憲法案（英美法系），而這也代表違憲審查是現代國家為了實現權力分立及憲政原則，而須使司法權具備的典型功能之一。在不同國家的各種不同制度安排之下，有不同的違憲審查程序。違憲審查乃確定國家機關行為是否合憲的必要程序，缺少違憲審查便等同無法判定憲法是否已經落實。
一些國家設有專屬的會議或法庭處理違憲審查，統稱為憲法法院。有些司法案件情節敏感，例如解散政黨，政府部門之間的爭訟，或中央與地方之間的爭訟，需要參考一些權威法學學者的見解。因此，有些憲法法院的權力包括處理這些爭議，而在委任憲法法院的成員時，有部分是來自大學或研究院中的法學講師或教授，而不是全數由其他法院晉升。

## 常見違憲理由
違憲（不合憲）一般是因為以下原因：
- 法律無法被解釋成為合乎明文憲法要求，包含「憲章」（德語：Verfassung）及「憲律」（德語：Verfassungsgesetz）。
- 法律違背重要的法律原則，例如比例原則、平等原則、明確性原則、法律保留原則等。
- 法律有違自然法，例如在南韓，成功的政變利用權力明文憲法及法律令政權合法化的做法，一樣可以被追溯，相關為政權「抹白」的法律違憲。

## 審查種類

### 機構

#### 司法審查
普通法院
例如美國及受其影響的日本各級法院。巴拿馬則是由最高法院單獨行使。
特設司法機關
由憲法法院或專門的違憲審查機構針對法令及個案進行審查，如德國（德國聯邦憲法法院）、中華民國（司法院）、泰國（泰國憲法法院）。
蓋因一般大陸法系國家，除普通法院之外，尚有行政法院，故特設司法機構統一審理。
兼具以上兩種
例如部份拉丁美洲國家現制，既設憲法法院又允許普通法院有違憲審查權。

#### 非司法審查
立法機關
例如比利時、瑞士、中華人民共和國、過去蘇聯及東歐的蘇維埃，由國會解釋。
特設機關
例如法國第五共和憲法委員會，依法國大革命以來的傳統，既非司法也非立法機關，在法案公佈成為法律前審查。命令則是公佈前交由最高行政法院審查。
對法令採事前審查，與他國主要事後審查方式迥異。2008年7月23日修憲通過，法院在審理案件中，如有主張法律條文侵害憲法所保障自由與權利之情形，得由最高行政法院或最高法院聲請憲法委員會裁決（第61-1條），亦納入事後審查機制。

### 事權

#### 集中審查
以最高法院、特設或立法機構就法令是否違憲，對機關與人民相關案件做「抽象性審查」（abstract review），具有廣泛及一般效力。

#### 分散審查
又稱「附隨式審查」（法語：Contrôle diffus），各級普通法院法官在審理案件中，附帶對法令做「具體性審查」（concret review），僅針對個案效力。
由於美國屬英美法系，聯邦最高法院判例亦具廣泛及一般效力。

## 各國（地區）制度

### 美國
美國是世界上第一個有違憲審查制度的國家，雖然美國憲法中未有明確提到違憲審查，但美國最高法院於馬伯利訴麥迪遜案中確立了法院這項權力。基於憲法的最高性，任何一個法院都可以進行違憲審查，因此為分散審查制。

### 英國
英國的違憲審查情況較為特殊，因為英國憲法是「不成文憲法」，但不同的法律有不同的法階，法院仍然有一定審查權。由於議會主權原則，英國法院無權對國會通過的法律進行違憲審查，只能對下級立法機構如地方議會通過的法律進行審查。另外，因為英國簽署了歐洲人權公約，違反歐洲人權公約的立法將失效，這方面的審查程序以司法覆核方式進行。相同地，在英國是歐盟成員國的期間（1973年～2020年），牴觸歐盟法律的英國法律亦會被以相同方式宣布無效。
英國設有樞密院司法委員會，過去處理蘇格蘭議會與英格蘭議會的紛爭，英格蘭議會在其他屬地的紛爭，與及擔當其他屬地及曾經擔當新加坡的終審法院。樞密院在功能上是憲法法院，但其倚仗的權力是一些憲制性文件（例如皇室訓令）而不是成文憲法。在2005年，英國設立聯合王國最高法院，樞密院的本土司法權由最高法院接管。
英國脫歐公投後，以直接運用「皇家特權」處理外交事務及國際條約方式，啟動《里斯本条约》第50條脫歐程序，遭吉娜·米勒（Gina Miller）為首的反脫歐團體「人民挑戰」（People's Challenge）向高等法院狀告內閣進行司法覆核。2016年11月3日，高等法院裁定因脫歐影響相關國內法律，依國會主權原則須由英國國會決定。梅内阁不服上訴，2017年1月24日最高法院駁回，並解釋內閣行使權力分際：
1. 大臣自由行使權力後得報告國會。
2. 大臣無權、除非國會授權。

而退出條約等涉及英國憲法重大事項，顯然屬於第二種權力。2017年3月13日，國會兩院通過《歐洲聯盟（通知退出）法案》（European Union (Notification of Withdrawal) Bill）授權內閣啟動脫歐程序，且談判協議須經國會同意；接著16日御准施行。

### 韓國
大韓民國憲法在1987年修憲後加入違憲審查，最終最定權在憲法法院。憲法法院之權限由「韓國憲法法院法」規定。與中華民國的司法院大法官相同，憲法法院受理由下級法院有關的法律違憲聲請。
1996年12月16日，漢城（今首爾）高等法院裁定全斗煥、盧泰愚在雙十二事件（政變事件）為叛亂罪，在光州事變（屠殺光州民眾）為內亂罪，他們的政權雖在憲法下合法，但始終其行為不合乎自然法，政權的合法性並不意味有關叛亂行為與內亂行為的合法性。高等法院在作出此判決時雖然解釋到比憲法更高的自然法，但技術上不屬於憲法法院的職能，所以無需向憲法法院作法律違憲之聲請。

### 日本
日本的違憲審查由法院進行，地方法院或以上皆可宣告違憲的法律無效。日本最高裁判所（最高法院）在1973年4月4日作出首次的法律違憲宣告，確定基於儒家精神訂立的殺害尊親屬罪的量刑原則（即量刑必須高於一般殺人罪之規定）違憲。惟實務上最高裁判所主要採「單純宣告違憲」（宣告違憲、不撤銷法律效力），交由國會廢止或修法。
假使國會不願配合，目前最高裁判所莫可奈何。例如日本參眾兩院選舉，數次因選區未調整導致「票票不等值」被宣告違憲或「違憲狀態」（違憲状態）。據《日本国憲法》第98条規定，法律、命令、詔敕以及有關國務其他行為之全部或一部違憲者無效，最高裁判所不積極作為、引用，也不課國會修法義務，造成「違憲」又「合法」的國會持續運作至下屆改選，甚至沿用舊有未調整選區繼續選舉。
《日本国憲法》第81條規定最高裁判所決定一切法律、命令、規則或處分是否合憲，並無明訂憲法解釋機關，僅能推定是國家權力最高機關的國會；倘若國會解釋憲法後又據此通過法律，卻被最高裁判所審判案件裁定違憲，這時則會變成判例推翻國權最高機關釋憲的矛盾情形。目前國會尚未解釋過憲法，另有內閣法制局負責行政府内憲法解釋統一，結果竟然發生內閣解釋憲法超出行政體系範圍以外的狀況，例如安保法案的成立；況且其法制局釋憲並非法定職權，依《内閣法制局設置法》第3條第3項為負責法律問題，行政機關解釋命令位階不該擴及法律甚至憲法，顯然逾越行政權分際。相較同樣採普通法院違憲審查的美國，三權分立下不分哪個是國家權力最高機關，行政及立法機關只會嘗試錯誤或斟酌是否有違憲之虞，而不會擅自解釋憲法。
從國會選區調整到政府推動安保法案，在在暴露出日本現行違憲審查機制弊端與不足之處。其癥結在於引進普通法院負責違憲審查制度時，未考量日本是大陸法系，附隨案件審查判例只是個案而不具廣泛適用效力，日後仍需經司法審判程序再確認，造成即使這次判定違憲，下次若無具體案件基於不告不理也就沒有合憲性問題，無法成為直接拘束行政、立法機關遵循的準繩。因此在最高裁判所與國會對憲法解釋態度消極下，大權就旁落到內閣法制局手上了。

### 中華民國
依《中華民國憲法》及《司法院大法官會議規則》原始設計，應由司法院大法官組成大法官會議，以做為違憲審查機關。近年來，中華民國政府積極推動司法改革，其中也包含對於大法官審理案件的制度修正。2022年，立法院通過決議，廢止《司法院大法官會議規則》，並同時通過《憲法訴訟法》，授權大法官組成憲法法庭，行使執行違憲審查之職權，並且採用集中審查制度，也就是大法官壟斷了進行違憲審查而宣告法律無效的權力，下級法院法官並不能自行直接將法律宣告為違憲而無效，但可依法向憲法法庭提出違憲審查的聲請。
備受討論的釋憲議題
- 特別權力關係
- 法律保留原則、比例原則
- 男女合校：單性別學校是否違憲
- 領身分證捺指紋
- 大學自治
- 性交易除罪化
- 死刑存廢
- 同性婚姻
- 都市更新

### 中華人民共和國
中华人民共和国宪法第六十七条规定，宪法的解释权属于全国人民代表大会常务委员会。中华人民共和国法律框架内，针对国家机关的规范性文件，可以通过人大常委会备案审查制度、行政机关备案审查制度、行政复议附带审查制度、行政诉讼附带审查制度四种方式进行合宪性审查。备案（附带）审查制度对规范性文件中与宪法、法律相抵触的部分，可依法处理、纠正或撤销。

#### 全国人大常委会备案审查制度

##### 沿革
2000年3月15日，第九届全国人民代表大会第三次会议通过的《中华人民共和国立法法 (2000年)》第八十八条规定，“改变或者撤销法律、行政法规、地方性法规、自治条例和单行条例、规章的权限是：（一）全国人民代表大会有权改变或者撤销它的常务委员会制定的不适当的法律，有权撤销全国人民代表大会常务委员会批准的违背宪法和本法第六十六条第二款规定的自治条例和单行条例；（二）全国人民代表大会常务委员会有权撤销同宪法和法律相抵触的行政法规，有权撤销同宪法、法律和行政法规相抵触的地方性法规，有权撤销省、自治区、直辖市的人民代表大会常务委员会批准的违背宪法和本法第六十六条第二款规定的自治条例和单行条例。”赋予了全国人民代表大会及其常务委员会改变或者撤销同宪法相抵触的法律、法规的权限。2003年3月孙志刚案发生后，许志永、滕彪、俞江三位法学博士向全国人大常委会提交《关于审查〈城市流浪乞讨人员收容遣送办法〉的建议》，呼吁违宪审查，但国务院在6月20日主动废除了收容制度，即《城市流浪乞讨人员收容遣送办法》。违宪审查没有发生。
2008年3月，全国人大代表、陕西省人大常委会委员马克宁提交建议，呼吁废除劳动教养制度。马认为，国务院关于劳动教养的行政法规违反《宪法》、《立法法》的规定，也违反了《行政处罚法》和《治安管理处罚法》，应当废除。2013年12月28日，勞教制度被廢除，违宪审查亦未发生。
2017年，中国共产党第十九次全国代表大会决议提出，加强宪法实施和监督，推进合宪性审查工作，维护宪法权威。2019年12月16日，第十三届全国人大常委会第44次委员长会议通过《法规、司法解释备案审查工作办法》。2019年，全国人大常委会官方网站中国人大网开通“审查建议在线提交”平台。开通后的四年里，公民、组织通过该平台提出的审查建议超过12300件。自2020年起，全国人大常委会正式启动包括违宪审查工作在内的备案审查工作。
2023年修订的《中华人民共和国行政复议法》，在第十三条中，允许申请人在对行政行为申请行政复议时，一并提出针对行政行为所依据的规范性文件的附带审查申请。2023年12月29日，第十四届全国人民代表大会常务委员会第七次会议表决通过《全国人民代表大会常务委员会关于完善和加强备案审查制度的决定》。该决定被称为“小备案审查法”。全国人大常委会法制工作委员会副主任张勇在该会议上对该《决定》作出说明，表示，全国人大常委会在备案审查工作中注重审查有关规范性文件是否存在不符合宪法规定、宪法原则、宪法精神的内容，认真研究涉宪性问题，及时督促纠正与宪法相抵触或者存在合宪性问题的规范性文件。

##### 合宪性审查案例列表
以下列表列出全国人大常委会2017年起历年《备案审查工作情况的报告》中列举的全国人大常委会对涉及合宪性、涉宪性问题的法律、法规、司法解释进行审查的案例：
- 人身损害赔偿标准城乡差异问题违宪审查：针对最高人民法院司法解释规定，人身损害赔偿案件中，对城镇居民和农村居民分别以城镇居民人均可支配收入和农村居民人均纯收入为标准计算残疾赔偿金和死亡赔偿金。有公民对此提出合宪性审查建议，认为因计算标准不一致导致司法审判实践中出现不公平现象，与宪法有关精神不一致。全国人大常委会法制工作委员会审查认为，随着社会发展进步，国家提出城乡融合发展，城乡发展差距和居民生活水平差距将逐步缩小，城乡居民人身损害赔偿计算标准的差异也应当随之取消。2019年9月，最高人民法院授权各省、自治区、直辖市高级人民法院、新疆生产建设兵团分院开展统一城乡人身损害赔偿标准试点工作。全国人大常委会法制工作委员会与最高人民法院沟通，建议在总结试点经验的基础上，适时修改完善人身损害赔偿制度，统一城乡居民人身损害赔偿标准。
- 民航发展基金征收违宪审查：2020年全国政协会议期间，有全国政协委员提出提案，建议对民航发展基金的征收进行合宪性审查。其后，全国人大常委会法制工作委员会审查认为，征收民航发展基金不属于宪法第十三条第三款规定的对私有财产的征收或者征用，不存在与宪法相抵触的问题。但是，征收民航发展基金依据的是国务院文件和有关部门规章，与2014年修改后的预算法第九条第一款关于政府性基金依照法律、行政法规的规定征收的规定不符。全国人大常委会法工委向中华人民共和国司法部提出，如果需要继续征收民航发展基金，应当及时完善相关法律或者行政法规依据。
- 民族学校民族语言教育违宪审查：2020年，全国人大常委会法制工作委员会针对地方性法规中“各级各类民族学校应当使用本民族语言文字或者本民族通用的语言文字进行教学”以及“经本地教育行政部门同意，有条件的民族学校部分课程可以用汉语言文字授课”等相关规定进行了违宪审查。全国人大常委会法工委审查认为，上述规定与宪法第十九条第五款关于国家推广全国通用的普通话的规定和国家通用语言文字法、教育法等有关法律的规定不一致，已要求制定机关作出修改[25]。
- 《重庆市人口与计划生育条例》违宪审查：2021年6月，有公民向全国人大常委会法工委来信，建议对该市人口与计划生育条例进行审查。该条例规定，“对涉嫌违法生育的，卫生和计划生育行政部门应当进行调查。必要时，市或者区县（自治县）卫生和计划生育行政部门可以要求当事人进行技术鉴定以查清事实，当事人应当配合。”“当事人违反本条例第二十四条规定，拒绝接受技术鉴定的，处一万元以上五万元以下罚款”。这位居民认为，上述规定赋予了行政机关强制公民进行亲子鉴定的权力，不符合亲子鉴定应当遵循的自愿原则，违反公序良俗，突破上位法，与行政处罚法相关规定相抵触。全国人大常委会法工委审查认为，“亲子关系涉及公民人格尊严、身份、隐私和家庭关系和谐稳定，属于公民基本权益，受宪法法律保护，地方性法规不宜规定强制性亲子鉴定的内容，也不应对此设定相应的行政处罚、处分、处理措施。经沟通，制定机关已对相关规定作出修改[26]。”
- 《人民检察院刑事诉讼规则》“统一调用检察官”规定违宪审查：2023年，有公民对《人民检察院刑事诉讼规则》关于“上级人民检察院可以依法统一调用辖区内的检察人员办理案件，经上级人民检察院作出调用决定，被调用的检察官可以代表办理案件的人民检察院履行出庭支持公诉等各项检察职责”的规定提出审查建议。全国人大常委会法工委经研究认为，宪法和有关组织法等法律共同构成检察权行使的法律依据，根据人民检察院组织法有关规定，上级人民检察院可以调用辖区的检察人员办理案件；被调用的检察人员代表办理案件的人民检察院履行出庭支持公诉等各项检察职责的，须经本级人大常委会作出相关任职决定[27]。
- “因犯罪受刑事处罚人员不得享受最低生活保障政策”规范性文件违宪审查：2024年，有公民对某地方政府规范性文件规定，“因犯罪受刑事处罚人员不得享受最低生活保障政策”提出审查建议，认为存在合宪性、合法性问题，应予纠正。全国人大常委会法工委经审查研究认为，宪法第四十五条第一款中对“中华人民共和国公民在年老、疾病或者丧失劳动能力的情况下，有从国家和社会获得物质帮助的权利”作出明确规定；最低生活保障制度是实施宪法有关规定的一个具体体现，属于有关保障民生的兜底性制度安排；对于没有劳动能力、没有生活来源的各类人员，包括曾受刑事处罚人员中具有此类情况的人员，应当属于城乡最低生活保障覆盖范围的人员；如果将涉罪有关人员排除在城乡最低生活保障范围之外，与宪法有关规定的原则和精神不符，也与国务院有关行政法规的原则和精神不符。经沟通，制定机关表示，该文件虽然在政府官网上，但实际上已废止。全国人大常委会法工委与有关方面督促制定机关对该文件作出妥善处理[28]。
- “因犯罪受过刑事处罚人员不得从事某种职业”规范性文件违宪审查：2024年，有公民对某法规“因犯罪受过刑事处罚人员不得从事某种职业”规定提出审查建议，认为这类规定存在合宪性、合法性问题。全国人大常委会法工委经审查研究认为，对特定人员从事特定职业作出限制性或者禁止性规定，应当确有必要，限于特定范围内；超出一定必要性和合理性，过于宽泛甚至随意规定从业限制或者从业禁止，则不符合宪法关于“公民有劳动的权利和义务”规定的原则和精神；对曾因犯罪受过刑事处罚人员规定从业限制或者从业禁止，应当严格遵循宪法和有关法律的规定、原则和精神，综合考虑罪刑轻重、罪名种类、社会危害性大小、相关限禁措施与犯罪行为之间具有关联性等因素，公平合理进行设定。全国人大常委会法工委建议制定机关加强对涉罪人员相关问题研究论证，慎重设定终身禁业，适时考虑修改完善相关规定[28]。

#### 司法审查制度
1986年，最高人民法院《关于人民法院制作法律文书如何引用法律规范性文件的批复》（法（研）复〔1986〕31号）规定，“人民法院在依法审理民事和经济纠纷案件制作法律文书时，对于全国人民代表大会及其常务委员会制定的法律，国务院制订的行政法规，均可引用。各省、直辖市人民代表大会及其常务委员会制定的与宪法、法律和行政法规不相抵触的地方性法规，民族自治地方的人民代表大会依照当地政治、经济和文化特点制定的自治条例和单行条例，人民法院在依法审理当事人双方属于本行政区域内的民事和经济纠纷案件制作法律文书时，也可引用。国务院各部委发布的命令、指示和规章，各县、市人民代表大会通过和发布的决定、决议，地方各级人民政府发布的决定、命令和规章，凡与宪法、法律、行政法规不相抵触的，可在办案时参照执行，但不要引用。”
2001年，齊玉苓案二审期间，围绕陈晓琪等的行为是否侵害上诉人的受教育权等问题，山东省高级人民法院向最高人民法院递交了《关于齐玉苓与陈晓琪、陈克政、山东省济宁市商业学校、山东省滕州市第八中学、山东省滕州市教育委员会姓名权纠纷一案的请示》。最高人民法院于2001年8月13日公布《最高人民法院关于以侵犯姓名权的手段侵犯宪法保护的公民受教育的基本权利是否应承担民事责任的批复》（法释〔2001〕25号），指出：“我们认为，根据本案事实，陈晓琪等以侵犯姓名权的手段，侵犯了齐玉苓依据宪法规定所享有的受教育的基本权利，并造成了具体的损害后果，应承担相应的民事责任。”根据该批复，山东省高级人民法院在齐玉苓案的终审判决中直接援用《中华人民共和国宪法》第四十六条。该判决为中华人民共和国第一次在民事判决直接引用宪法。
2008年12月8日，最高人民法院废止齊玉苓案所涉的法释〔2001〕25号司法解释。2009年10月26日，《最高人民法院关于裁判文书引用法律、法规等规范性法律文件的规定》（法释〔2009〕14号）规定，“并列引用多个规范性法律文件的，引用顺序如下：法律及法律解释、行政法规、地方性法规、自治条例或者单行条例、司法解释。”2013年1月14日，法（研）复〔1986〕31号文件因“已被法释〔2009〕14号司法解释取代”而失效。
2014年版《中华人民共和国行政诉讼法》第五十三条设立了规范性文件审查制度，允许公民、法人或者其他组织在对行政行为提起诉讼时，请求人民法院对行政行为所依据的规范性文件进行审查。2016年6月28日，最高人民法院发布《人民法院民事裁判文书制作规范》，其中对裁判文书正文“裁判依据”部分作明确规定，“裁判文书不得引用宪法和各级人民法院关于审判工作的指导性文件、会议纪要、各审判业务庭的答复意见以及人民法院与有关部门联合下发的文件作为裁判依据，但其体现的原则和精神可以在说理部分予以阐述。”
2018年，最高人民法院公布《最高人民法院关于适用〈中华人民共和国行政诉讼法〉的解释》（法释〔2018〕1号），单列一章“规范性文件的一并审查”（第11章），对审查的提出时间、管辖法院、审查程序、审查范围、审查标准及审查结果的处理等方面进行具体规定。该司法解释规定，审查行政行为的法院，享有附带规范性文件审查的管辖权。公民、法人或者其他组织请求审查规范性文件，应在一审开庭前或法庭调查期间提出。

#### 香港基本法合宪性审查
香港殖民地時期憲制文件《英皇制誥》和《皇室訓令》並無實質的法律條文，加上英國本土並無成文憲法，因此一直沒有所謂違憲審查。具有違憲審查性質的行為始於1991年《香港人權法案條例》；因人權法具「凌駕性地位」，牴觸人權法的法律自動失效。
1997年香港主權移交後，因為《香港特別行政區基本法》並不是憲法，香港不採用「違憲審查」而採用「合憲性審查」的字眼，但其原理仍然是基於香港政府行為與立法行為需遵守《香港基本法》一樣，違反香港基本法的法律無效。香港各級法院皆有權力解釋《香港基本法》，故所有法院皆可進行合憲性審查。香港主權移交後已有數條法例被裁定為違反《香港基本法》，而要修改或另外立法取代之。然而值得注意的是，《香港基本法》的最終解釋權在全國人民代表大會常務委員會，香港法院對《香港基本法》的解釋可被前者推翻。
另外，香港法院所行使的合憲性審查權，與香港的司法覆核，雖然兩者在英語都可稱為，但前者是法院對合憲性的審查，而後者是法院對行政違法的審查，並不包括法律違憲之事宜，所以兩者觀念不同。後者的司法覆核是英國法的司法覆核（可參考Judicial review in English law），或套用羅馬法系的用詞，稱為行政覆核。

## 審查界限
憲法學者認為違憲審查之界限判定，多基於審查機關是否為完全獨立之機關；若非完全獨立，則該機關會因為權力傾軋而導致其審查之事實有所偏頗，甚至導致判決不公；但若完全獨立，則是否也有其審查的界限，眾說紛紜；不過大致可以歸納為以下幾點：
1. 憲法明文規定該事實完全由審查機關以外之部門決定者。（例如中華民國憲法規定的監察院彈劾權）
2. 審查機關對於事實認定上的資訊取得有明顯困難者。（例如特定的行政慣例或憲政慣例，因反覆確信遵行而難以考究其原因）
3. 該事實主體有廣泛、多變、專業的特性，審查機關所無法具體認定者。（例如國與國之間的國際問題）
4. 判決後明確有造成相關機關執行上的困擾者。（例如國家對外宣戰或媾和）
5. 事實核心明顯屬於其他機關權責之事，又無違憲審查基準者。（例如機關首長的人事異動權）

## 審查效果
依據被違憲審查的主體不同，隨之判決的法律效果也有所不同，以下以中華民國司法院大法官的違憲審查為例：
- 不宣告違憲，但暗示立法者立法義務。
- 單純宣告違憲。（部分情況下，審查主體仍有持續力發生影響）
- 宣告違憲並明示不適用之意。（有自始不適用的意味）
- 宣告違憲並明示立即不適用之意。
- 宣告違憲，並明示向後一定期限之後失效。（有消極課予立法者義務的意味）
- 宣告違憲，並明示應立刻修改。（有積極課予立法者義務的意味）
- 宣告違憲，並明示違憲後的處理方式。
- 告知「尚無牴觸」，不過某些部分在某一特定情況違憲，並明示該部分立即不適用。
- 告知「尚無牴觸」，但明示立法者應檢討修正。

## 外部連結
- Linkliste des Bundesverfassungsgerichts （页面存档备份，存于） auf weitere Verfassungsgerichte in Deutschland und weltweit
- Martin Schubarth: Verfassungsgerichtsbarkeit? （页面存档备份，存于） (PDF; 49 kB)
- Der Österreichische Verfassungsgerichtshof. （页面存档备份，存于） Dokumentation, 3:57 min. YouTube-Video, 16. September 2015